# 大橋信
大橋 信 (おおはし しん、2009年3月5日 - ）は、日本の男子競泳選手。四条畷学園高等学校、枚方スイミングスクール所属。
長水路の100m平泳ぎと200m平泳ぎの日本高校記録および世界ジュニア記録の保持者。